# Cladiella similis
Cladiella similis är en korallart som först beskrevs av Tixier-Durivault 1944.  Cladiella similis ingår i släktet Cladiella, och familjen läderkoraller. Inga underarter finns listade.